# Records des Bucks de Milwaukee
Cette page liste les records de l'équipe et des joueurs des Bucks de Milwaukee depuis leur création en 1968.

## Records individuels en saison régulière
Légende: En Gras : joueurs encore en activité en NBA.

### En carrière
| Statistique             | Joueur                | Record |
| ----------------------- | --------------------- | ------ |
| Matchs joués            | Giánnis Antetokoúnmpo | 859    |
| Points                  | Giánnis Antetokoúnmpo | 20 538 |
| Passes décisives        | Giánnis Antetokoúnmpo | 4 288  |
| Interceptions           | Quinn Buckner         | 1 042  |
| Total de rebonds        | Giánnis Antetokoúnmpo | 8 530  |
| Contres                 | Giánnis Antetokoúnmpo | 1 064  |
| Tirs marqués            | Giánnis Antetokoúnmpo | 7 525  |
| 3 points inscrits       | Khris Middleton       | 1 382  |
| Lancers francs inscrits | Giánnis Antetokoúnmpo | 4 946  |
| Pertes de balles        | Giánnis Antetokoúnmpo | 2 586  |

### Sur un match
| Statistique                | Joueur                            | Record | Date                                        |
| -------------------------- | --------------------------------- | ------ | ------------------------------------------- |
| Minutes                    | Jay Humphries                     | 62     | 9 novembre 1989                             |
| Points                     | Giánnis Antetokoúnmpo             | 64     | 13 décembre 2023                            |
| Paniers marqués            | Kareem Abdul-Jabbar               | 24     | 25 janvier 1973                             |
| Paniers tentés             | Giánnis Antetokoúnmpo             | 39     | 28 décembre 2022 2 février 2023             |
| Paniers à 3 points réussis | Ray Allen Damian Lillard          | 10     | 14 avril 2002 2 novembre 2024               |
| Paniers à 3 points tentés  | Ray Allen                         | 17     | 9 décembre 2002                             |
| Lancers francs réussis     | Giánnis Antetokoúnmpo             | 24     | 13 décembre 2023                            |
| Lancers francs tentés      | Giánnis Antetokoúnmpo             | 32     | 13 décembre 2023                            |
| Rebonds défensifs          | Kareem Abdul-Jabbar Andrew Bogut  | 20     | 27 janvier 1974 25 mars 1975 7 janvier 2011 |
| Rebonds offensifs          | Zaza Pachulia                     | 18     | 20 mars 2015                                |
| Total rebonds              | Swen Nater                        | 33     | 19 décembre 1976                            |
| Passes décisives           | Ramon Sessions                    | 24     | 14 avril 2008                               |
| Interceptions              | Alvin Robertson                   | 10     | 19 novembre 1990                            |
| Contres                    | Kareem Abdul-Jabbar Larry Sanders | 10     | 3 novembre 1973 30 novembre 2012            |
| Balles perdues             | Giánnis Antetokoúnmpo             | 12     | 4 janvier 2023                              |

## Records individuels en playoffs

### En carrière
| Statistique             | Joueur                | Record |
| ----------------------- | --------------------- | ------ |
| Matchs joués            | Sidney Moncrief       | 88     |
| Points                  | Giánnis Antetokoúnmpo | 2 270  |
| Passes décisives        | Giánnis Antetokoúnmpo | 446    |
| Interceptions           | Paul Pressey          | 105    |
| Total de rebonds        | Kareem Abdul-Jabbar   | 956    |
| Contres                 | Brook Lopez           | 115    |
| Tirs marqués            | Giánnis Antetokoúnmpo | 852    |
| 3 points inscrits       | Khris Middleton       | 196    |
| Lancers francs inscrits | Giánnis Antetokoúnmpo | 504    |
| Pertes de balles        | Giánnis Antetokoúnmpo | 283    |

### Sur un match
| Statistique                | Joueur                                    | Record | Date                                                |
| -------------------------- | ----------------------------------------- | ------ | --------------------------------------------------- |
| Minutes jouées             | Oscar Robertson Kareem Abdul-Jabbar       | 58     | 10 mai 1974                                         |
| Points                     | Paul Pressey                              | 52     | 10 mai 1987                                         |
| Paniers marqués            | Kareem Abdul-Jabbar                       | 20     | 18 avril 1974                                       |
| Paniers tentés             | Kareem Abdul-Jabbar                       | 37     | 14 avril 1972 22 avril 1974                         |
| Lancers francs réussis     | Giánnis Antetokoúnmpo                     | 17     | 20 juillet 2021                                     |
| Lancers francs tentés      | Giánnis Antetokoúnmpo                     | 23     | 26 avril 2023                                       |
| Paniers à 3 points réussis | Ray Allen Gary Trent Jr.                  | 9      | 1er juin 2001 25 avril 2025                         |
| Paniers à 3 points tentés  | Gary Trent Jr.                            | 17     | 29 avril 2025                                       |
| Rebonds défensifs          | Giánnis Antetokoúnmpo                     | 20     | 19 mai 2019                                         |
| Rebonds offensifs          | Alton Lister                              | 10     | 5 mai 1985                                          |
| Total rebonds              | Kareem Abdul-Jabbar                       | 31     | 17 avril 1970                                       |
| Passes décisives           | Oscar Robertson Paul Pressey Jrue Holiday | 16     | 2 avril 1974 30 avril 1985 7 mai 1986 16 avril 2023 |
| Interceptions              | Craig Hodges                              | 8      | 9 mai 1986                                          |
| Contres                    | Elmore Smith Alton Lister                 | 7      | 13 avril 1976 5 mai 1982                            |
| Balles perdues             | Quinn Buckner                             | 10     | 14 avril 1978                                       |

## Records de la franchise

### Sur une saison
| Statistique                    | Record | Moyenne par match          | Saison    |
| ------------------------------ | ------ | -------------------------- | --------- |
| Points marqués                 | 9 756  | 119 points / match         | 2023-2024 |
| Rebonds                        | 4 727  | 57,6 rebonds / match       | 1968-1969 |
| Passes décisives               | 2 562  | 31,2 passes / match        | 1978-1979 |
| Interceptions                  | 894    | 10,9 interceptions / match | 1990-1991 |
| Contres                        | 550    | 6,7 contres / match        | 2012-2013 |
| Tirs marqués                   | 3 972  | 48,4 tirs / match          | 1970-1971 |
| Tirs tentés                    | 8 258  | 100,7 tirs / match         | 1968-1969 |
| Pourcentage au tir             | 50,9%  | 50,9%                      | 1970-1971 |
| 3 points marqués               | 1 217  | 14,8 tirs / match          | 2022-2023 |
| 3 points tentés                | 3 306  | 40,3 tirs / match          | 2022-2023 |
| Pourcentage à 3 points         | 38,9%  | 38,9%                      | 2020-2021 |
| Lancers francs marqués         | 2 063  | 25,2 tirs / match          | 1985-1986 |
| Lancers francs tentés          | 2 701  | 32,9 tirs / match          | 1985-1986 |
| Pourcentage aux lancers francs | 82,1%  | 82,1%                      | 1988-1989 |
| Pertes de balles               | 1 694  | 20,7 pertes / match        | 1973-1974 |